# Газуки
Газуки — деревня в Стародубском муниципальном округе Брянской области.

## География
Находится в южной части Брянской области на расстоянии приблизительно 10 км на север от районного центра города Стародуб.

## История
Впервые упоминалась в 1667 году. Бывшее владение стародубского магистрата, с 1752 года — Лисаневича. В XVII—XVIII веках входила в 1-ю полковую сотню Стародубского полка. На карте 1941 года показана как поселение с 88 дворами. В 1892 году здесь (деревня Стародубского уезда Черниговской губернии) было учтено 54 двора. В середине XX века работал колхоз «Вольный путь». До 2020 года входила в состав Меленского сельского поселения Стародубского района до их упразднения.

## Население
Численность населения: 388 человек (1892 год), 106 человек в 2002 году (русские 98 %), 92 в 2010.